# Kawasaki Versys 650
Kawasaki Versys 650 to motocykl typu turystyczne enduro produkowany od 2007 roku przez firmę Kawasaki napędzany dwucylindrowym chłodzonym cieczą silnikiem o pojemności 649 cm³. Model przeszedł dwie modernizacje; w 2010 i 2015 roku.

## Omówienie
Zaprezentowany w 2006 roku (rozpoczęcie sprzedaży w Europie w 2007) Versys 650 miał zastąpić w ofercie Kawasaki przestarzałego już Kawasaki KLE 500, jednak w przeciwieństwie do poprzednika, nastawionego w większym stopniu na jazdę po bezdrożach, Versys 650 miał pełnić rolę motocykla uniwersalnego, czego dowodem może być nazwa stanowiąca połączenie słów versatile system (ang. – system wszechstronny). Versys wykorzystuje podzespoły elektroniczne, silnik, ramę, hamulce i koła użyte przy budowie Kawasaki ER-6, jednak różni się od niego pozycją za kierownicą, zawieszeniem i dostrojeniem silnika tak, aby większa część momentu obrotowego była dostępna w średnim zakresie obrotów.
W 2010 roku dokonano paru drobnych kosmetycznych zmian w motocyklu, z czego najistotniejszą jest nowa przednia lampa.
W 2015 roku zmianie uległy zegary, lampa przednia razem z czaszą, większy bak paliwa, wyższą szybę, ABS w każdym modelu, wzmocniono ramę oraz dostrojenie silnika zwiększając nieznacznie jego moc oraz maksymalny moment obrotowy.

## Dane techniczne

### Silnik
|                   | 2007-2009                                      | 2010-2014                                      | 2015                                           |
| Silnik            | 4-suwowy, 2-cylindrowy, DOHC, chłodzony cieczą | 4-suwowy, 2-cylindrowy, DOHC, chłodzony cieczą | 4-suwowy, 2-cylindrowy, DOHC, chłodzony cieczą |
| Pojemność skokowa | 649 cm³                                        | 649 cm³                                        | 649 cm³                                        |
| Moc               | 64 KM przy 8000 obr./min                       | 64 KM przy 8000 obr./min                       | 69 KM przy 8500 obr./min                       |
| Moment obrotowy   | 61 Nm przy 6800 obr./min                       | 61 Nm przy 6800 obr./min                       | 64 Nm przy 7000 obr./min                       |
| Stopień sprężania | 10.6:1                                         | 10.6:1                                         | 10.8.1                                         |
| Średnica tłoka    | 83 mm                                          | 83 mm                                          | 83 mm                                          |
| Skok tłoka        | 60mm                                           | 60mm                                           | 60mm                                           |
| Układ zasilania   | wtrysk paliwa 38 mm Keihin x2                  | wtrysk paliwa 38 mm Keihin x2                  | wtrysk paliwa 38 mm Keihin x2                  |

### Podwozie
|                    | 2007-2009          | 2010-2014          | 2015    |
| Długość            | 2125 mm            | 2125 mm            | 2165 mm |
| Szerokość          | 840 mm             | 840 mm             | 840 mm  |
| Wysokość           | 1315 mm            | 1330 mm            | 1400 mm |
| Wysokość siedzenia | 840 mm             | 840 mm             | 845 mm  |
| Rozstaw osi        | 1415 mm            | 1415 mm            | 1415 mm |
| Prześwit           | 180 mm             | 180 mm             | 170 mm  |
| Masa na mokro      | 207 (208 z ABS) kg | 206 (209 z ABS) kg | 208 kg  |

### Zawieszenie
- Przód: odwrócony widelec teleskopowy 41mm,  skok 150 mm[7]
- Tył: układ typu offset z pojedynczym amortyzatorem, skok 145 mm[7]
- Rama: typu Diamond, ze stali wysoce odpornej na rozciąganie[7]

### Układ napędowy
- Skrzynia biegów: manualna, 6-przełożeniowa[7]
- Sprzęgło: mokre, wielotarczowe[7]
- Przeniesienie napędu: łańcuch[7]

### Hamulce
- Przód: podwójna tarcza półpływająca 300 mm, dwutłoczkowe zaciski[7]
- Tył: pojedyncza tarcza 220 mm, jednotłoczkowy zacisk[7], od 2015 roku pojedyncza tarcza 250 mm[8]
- Dostępne egzemplarze z ABS, od 2015 ABS w standardzie

## Wersje kolorystyczne w poszczególnych latach[9]
|                     | 2007 | 2008 | 2009 | 2010 | 2011 | 2012 | 2013 | 2014 | 2015 | 2016 | 2017 | 2018 |
| czarny              | X    | X    | X    | X    | X    | X    | X    | X    | X    | X    |      | X    |
| srebrny             | X    |      |      |      |      |      |      |      |      |      |      |      |
| pomarańczowy        | X    |      | X    |      |      |      |      |      |      |      |      |      |
| zielony             |      | X    |      |      |      |      |      |      |      |      |      |      |
| niebieski           |      | X    |      |      |      |      |      |      |      |      |      |      |
| szary               |      |      | X    |      |      |      |      |      |      |      |      |      |
| czerwony            |      |      |      |      | X    |      |      |      |      |      |      |      |
| pomarańczowo-czarny |      |      |      | X    |      | X    |      |      |      | X    |      |      |
| biało-czarny        |      |      |      |      |      |      | X    |      |      | X    |      | X    |
| żółty               |      |      |      |      |      |      |      | X    | X    |      |      |      |
| biały               |      |      |      |      |      |      |      |      | X    |      |      |      |
| ciemnozielony       |      |      |      |      |      |      |      |      |      |      | X    |      |
| matowy metaliczny   |      |      |      |      |      |      |      |      |      |      | X    |      |
| zielono-czarny      |      |      |      |      |      |      |      |      |      |      |      | X    |